# Francisco Ramos Fernández-Torrecilla
Francisco Ramos Fernández-Torrecilla (Herreruela de Oropesa, 2 de abril de 1947) es un profesor y político español.

## Biografía
Licenciado en Ciencias Políticas y Derecho por la Universidad Complutense de Madrid, fue profesor de historia del pensamiento político en la Complutense y profesor asociado de la Universidad Carlos III. En 1973 accede la condición de funcionario de la Administración General del Estado al integrarse en el Cuerpo Superior de Administradores Civiles del Estado, donde ha ocupado distintas responsabilidades en el Ministerio de Educación.
En el ámbito público, es miembro del Partido Socialista Obrero Español (PSOE), formación con la que concurrió a las elecciones generales de 1977 como candidato al Senado, resultando elegido por la circunscripción de Toledo. Después, en las elecciones generales de 1979, obtuvo escaño en el Congreso, también por Toledo, puesto que renovó en las dos convocatorias electorales siguientes (1982 y 1986). En su actividad como senador, fue portavoz del Grupo Socialista en la cámara alta y fue miembro, entre otras, de la Comisión Constitucional que abordó la Constitución de 1978. En su trayectoria como diputado, destacó la presidencia de la Comisión Constitucional (1987-1989) y la vicepresidencia segunda de la Comisión de Economía en la I Legislatura.
En el primer gobierno español formado por Felipe González en la II Legislatura, fue secretario Estado de Administración Pública, ocupando el ministerio Javier Moscoso; en 2004 fue nombrado miembro del Consejo Consultivo de Castilla-La Mancha y en 2010 consejero de Educación en la misión diplomática de España en Lisboa.